# Рассвет (Слободо-Туринский район)
Рассвет — посёлок в Слободо-Туринском районе Свердловской области России.

## Географическое положение
Посёлок Рассвет муниципального образования «Слободо-Туринского района» Свердловской области, расположенный в 11 километрах к югу от села Туринская Слобода (по автомобильной дороге в 18 километрах), в 6 километрах от автодороги Байкалово — Туринская Слобода, на правом берегу реки Ница, входит в состав муниципального образования «Усть-Ницинское сельское поселение».

## История посёлка
Возник вблизи закрытого в 1924 году Красносельского Введенского женского монастыря, основанного в конце XIX века в окрестностях села Красное (в настоящее время — село Краснослободское).

## Население
| 2002 | 2010 | 2021 |
| ---- | ---- | ---- |
| 159  | ↘122 | ↘67  |